# Caenohomalopoda guamensis
Caenohomalopoda guamensis är en stekelart som först beskrevs av David Timmins Fullaway 1946. 
Caenohomalopoda guamensis ingår i släktet Caenohomalopoda och familjen sköldlussteklar. Inga underarter finns listade.